# Une rose pour Emily
Une rose pour Emily (titre original : A Rose for Emily) est une courte nouvelle du romancier américain William Faulkner, parue en 1930.

## Historique
Une rose pour Emily est initialement parue le 30 avril 1930 dans le magazine Forum avant d'être reprise en volume l'année suivante dans le recueil Treize Histoires (These Thirteen). Aux États-Unis, Une rose pour Emily se retrouve ensuite dans un très grand nombre d'anthologies et est considérée comme « la plus célèbre des nouvelles de Faulkner ».

## Résumé
Aux funérailles d'Emily Grierson, une vénérable demoiselle, symbole de la plus pure tradition sudiste, toute la ville est présente pour rendre un dernier hommage à ce « monument disparu », que personne n'a pourtant vu depuis au moins dix ans, exception faite de son vieux domestique qui conjuguait les fonctions de jardinier et de cuisinier. Le narrateur évoque alors la solitude de cette vieille femme, seule propriétaire d'une grande maison de bois carrée, autrefois blanche, mais aujourd'hui bien délabrée, témoignage accablant de la misère où vécut Miss Grierson pendant ses dernières années. Sans ressources, elle avait néanmoins conservé cette demeure puisque le colonel Sartoris, l'ancien maire de Jefferson, l'avait dispensée de payer ses taxes foncières.
Le narrateur remonte alors insensiblement dans le temps pour expliquer comment tout le monde à Jefferson avait pris en pitié la pauvre Emily. À l'âge de trente ans, pas encore mariée, elle perdit son père, qui la laissait dans le dénuement. Courageuse ou un peu toquée, elle nia pourtant ce décès. Plus tard, elle fut courtisée par un entrepreneur, mais ce Omer Barron, un Yankee, qui lui avait pourtant promis le mariage, l'abandonna et, dès lors, la solitude et l'isolement furent le lot d'Emily. Elle s'était même procuré de l'arsenic chez le droguiste, et on avait craint qu'elle ne se suicide. Elle ne fut que gravement malade et, quand on la vit de nouveau, elle avait beaucoup vieilli et pris du poids. En outre, c'est apparemment pour tuer les rats qu'elle acheta le poison, puisque, pendant un temps, l'odeur nauséabonde de la mort flotta autour de la maison, poussant même les autorités à intervenir.
Maintenant, avec la disparition d'Emily Grierson, le narrateur conclut que c'est toute une époque oubliée qui prend fin. Or, une fois l'enterrement de Miss Grierson décemment accompli, la visite de sa maison par des responsables mandatés révèle une découverte propre à surprendre et horrifier tous les esprits.

## Éditions françaises
- Une rose pour Emily, trad. Maurice-Edgar Coindreau, dans la revue Commerce, Paris, no XXIX, hiver 1932, p. 109-137.
- Une rose pour Emily, trad. Maurice-Edgar Coindreau, dans Treize Histoires, éditions Gallimard, coll. « Du monde entier », 1939.
- Une rose pour Emily, trad. Maurice-Edgar Coindreau, révisée par Michel Gresset, éditions Gallimard, « Folio bilingue » no 59, 1996 ; rééd. Gallimard, « Folio 2 euros » no 3758, 2002

## Adaptation à la télévision
- 1983 : A Rose for Emily, téléfilm américain de Lyndon Chubbuck, avec Anjelica Huston, John Carradine et John Randolph